# Rophaien
Der Rophaien ist ein Berg der Schwyzer Alpen im Schweizer Kanton Uri. Das markante Gipfelkreuz steht auf 2078 m ü. M. Der Grat des Berges bildet die Grenze zwischen den Gemeinden Sisikon und Flüelen.

## Lage und Umgebung
Der Rophaien liegt unmittelbar über dem Urnersee, dem südlichsten Becken des Vierwaldstättersees. Er ist Teil der Chaiserstockkette, einem bei Wanderern, Kletterern und Skitourenfahrern beliebten Gebiet. Der Gipfel gewährt einen spektakulären Blick auf den tief unten schimmernden See sowie ein Alpenpanorama.

## Routen zum Gipfel
Der Rophaien ist auf verschiedenen Wegen besteigbar.
Nordseite: Entweder von Sisikon mit dem Postauto bis Riedberg, dann steiler Aufstieg über die Alpen Butzen und Stock, oder aber mit dem Postauto bis Riemenstalden-Chäppeliberg und von dort zu Fuss über Alplen, den  Alplersee und Stock. Ab dort ist der Weg steil und stellenweise glitschig.
Westseite: Von Flüelen zu Fuss oder per Seilbahn nach Ober Axen, dann quer zur Alp Franzen und anschliessend steil hinauf über Grat zum Gipfel.
Ostseite: Mit der Luftseilbahn Flüelen-Eggberge nach Eggberge (1446 m ü. M.), dann auf dem Bergwanderweg bis zum Fleschsee auf rund 1800 m ü. M. und von dort auf den Schön Chulm auf circa 2020 m ü. M. Anschliessend auf dem weiss-blau-weiss markierten Alpinwanderweg den Diepen nördlich umgehen und dem Grat über das Äbneter Stöckli (2087 m ü. M.) und den Roten Chöpf (1998 m ü. M.) bis zum Gipfel folgen. Die Gratwanderung wird gemäß der SAC-Wanderskala mehrheitlich als „anspruchsvolles Bergwandern“ (T3) eingestuft, weist aber auch mehrere ausgesetzte Stellen des Schwierigkeitsgrades T4 („Alpinwandern“) auf.

## Geschichte
Das 10,4 Meter hohe, weithin sichtbare Gipfelkreuz wurde 1965 anlässlich des 300-jährigen Bestehens der Alten Kirche St. Georg in Flüelen errichtet. Seither wird das Kreuz alljährlich am 1. August beleuchtet.